# 高氏斧鯔
高氏斧鯔為輻鰭魚綱鯔形目鯔科的其中一種，分布於菲律賓南部至新喀里多尼亞的淡水水域，體長可達40公分，成魚棲息在丘陵、山區流動快速的溪流，可做為食用魚。

## 擴展閱讀
維基物種上的相關：高氏斧鯔